# 日本とアンドラの関係
日本とアンドラの関係（にほんとアンドラのかんけい、カタルーニャ語: Relació entre el Japó i Andorra、英語: Japan-Andorra relations） では、日本とアンドラの関係について概説する。日本とアンドラ公国の関係とも。概ね友好的な関係を築いている。

## 両国の比較
|                   | アンドラ                   | 日本                            | 両国の差                    |
| ----------------- | -------------------------- | ------------------------------- | --------------------------- |
| 人口              | 7万7265人（2020年）        | 1億2583万人（2020年）           | 日本はアンドラの約1,628.5倍 |
| 国土面積          | 468 km2                    | 37万7972 km2                    | 日本はアンドラの約807.6倍   |
| 人口密度          | 164 人/km2（2020年）       | 345 人/km2（2020年）            | 日本はアンドラの約2.1倍     |
| 首都              | アンドラ・ラ・ベリャ       | 東京都                          |                             |
| 最大都市          | アンドラ・ラ・ベリャ       | 東京都区部                      |                             |
| 政体              | 共同君主制                 | （民主制）議院内閣制            |                             |
| 公用語            | カタルーニャ語             | 日本語（事実上）                |                             |
| 通貨              | ユーロ                     | 日本円                          |                             |
| 国教              | なし                       | なし                            |                             |
| 人間開発指数      | 0.858                      | 0.919                           |                             |
| 民主主義指数      | －                         | 7.99                            |                             |
| GDP（名目）       | 31億5506万米ドル（2020年） | 4兆9754億1524万米ドル（2019年） | 日本はアンドラの約1,576.9倍 |
| 一人当たり名目GDP | 40,897.3米ドル（2020年）   | 39,538.9米ドル（2020年）        | アンドラは日本の約1.03倍    |
| 経済成長率        | 2%（2019年）               | 0.3%（2019年）                  |                             |
| 軍事費            | －米ドル（2020年）         | 491億4855万米ドル（2020年）     |                             |
| 地図              |                            |                                 |                             |

## 歴史
アンドラは1814年にフランス帝国の支配を脱してから、長らく自立した公国として存在していた。一方でアンドラの外交権は基本的には共同元首であるウルヘル司教とフランス大統領が有していたが、ウルヘル司教は外交組織（外務省、大使館等）を有せずその外交権は形骸的で、実質的にはフランス大統領がフランス外務省を通じてアンドラの外交権を行使、アンドラは事実上フランスの衛星国の状態であった。このような状態は独立国であるかどうか曖昧で、そのため憲法を有さず国際連合にも未加盟、日本も未承認という状態が続いていた。
しかし1993年2月、憲法がアンドラ国会で可決、同年3月に住民投票で承認され、アンドラは国家として名実ともに独立した。フランス及びスペインは同年6月1日に、アンドラ公国を主権国家として明示的に承認した。ただし、アンドラの国家元首は引続きフランス大統領とウルヘル司教だと定められ、共同君主制という類を見ない国家体制を取ることになった。また、同年7月にはアンドラの国連加盟が加盟国の全会一致で認められた。
このような動きを受けて日本は1993年12月アンドラ公国を承認し、1995年10月に外交関係を開設した。それ以降、友好関係が続いている。ただしアンドラ側は日本に在外公館を未設置で、日本もパリの駐仏日本国大使館がアンドラを兼轄している。

## 外交

### 二国間関係
日本は東アジアに位置する大国、アンドラは南ヨーロッパに位置するミニ国家と、両者の状況は大きく異なる。それゆえに歴史的な繋がりは浅く、人的・経済的な交流も発展途上の段階にある。ただし民主主義や自由主義、資本主義、法の支配や人権の尊重といった多くの価値観を共有する友好国である。

### 要人往来

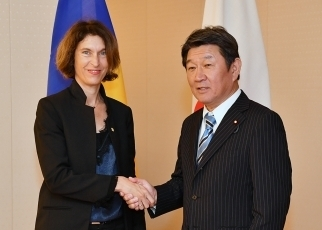
日・アンドラ外相会談（2019年）

2005年、アンドラ首相として初めてマルク・フォルネが訪日し小泉純一郎と首脳会談を実施。フォルネは伝統や人口、経済や歴史を踏まえて日本が常任理事国入りに十分な資格を持っているとの認識を述べ、国際的な協力関係を深めている。
2015年に薗浦健太郎外務大臣政務官はフィンランド、スペイン、トルコと並んでアンドラを訪問。外交関係樹立20周年を祝うとともに経済・観光分野での意見交換を実施した。
2019年には即位の礼のためアンドラ外相マリア・ウバック・フォンが訪日し、茂木敏充と外相会談を実施した。

## 経済関係
2019年の日本の対アンドラ貿易は輸出額2300万円で輸入額330万円程度と、やはりアンドラの国家規模が小さいことを反映するかのように貿易の規模は小さい。主要な輸出品は鏡・レンズ類(67.4％)、アルミニウム製品(12.3％)など。主要な輸入品目はサージ防護機器(29.1%)、CDなどの音響メディア(22.3%)など。
2018年には日本と欧州連合の間で投資や貿易などの経済活動を自由化する「日本・EU経済連携協定」が締結された。アンドラは欧州連合の加盟国ではないものの、国土をいずれも加盟国に囲まれ通貨もユーロを使用しているなど、経済的には事実上一体化している。そのことからモナコやサンマリノと並んで特例として、欧州連合と同様の税率が適用される。